# Selepa curviferella
Selepa curviferella är en fjärilsart som beskrevs av Walker 1866. Selepa curviferella ingår i släktet Selepa och familjen trågspinnare. Inga underarter finns listade i Catalogue of Life.